# Prci, prci, prcičky 2
Prci, prci, prcičky 2 (v anglickém originále American Pie 2) je pokračování americké filmové komedie Prci, prci, prcičky ze stejnojmenné filmové série.

## Děj
Příběh vypráví o čtyřech přátelích, kteří chtějí prožít nejlepší letní party v domě na pláži, který jim doporučil Kevinův starší bratr. Kevin je bez Vicky osamocený a často na ni náhodně naráží, i když spolu již nechodí. Na party má přijet i Nadia, Jim je zoufalý, a tak požádá Michelle, aby mu pomohla s jeho sexuálními problémy. Stifler pozve na party svého bratra, Finch se znovu potká se Stiflerovou mámou. Oz má stálý vztah na dálku s Heather, která je ve Španělsku, a Stifler jim stále přerušuje sex po telefonu. Ve filmu začíná vztah mezi Jimem a Michelle. Když předčasně přijede Nadia, Michelle předstírá, že má svůj vztah a nechce s Jimem spát. Svůj předstíraný vztah ukončí, když je Jim připraven se vyspat s Nadiou, ale Jim si pak uvědomí, že Michelle miluje a Nadiu odmítne.
Na konci filmu se mnoho postav spolu vyspí - Jim s Michelle, Oz s Heather. Sherman už přestal doufat, že by mohl získat nějakou dívku, ale odmítnutá Nadia k němu přijde a vyspí se s ním. Stifler skončí se dvěma dívkami, o kterých si původně myslel, že jsou lesby. Finch stráví noc rozhovorem s několika dívkami, ale s žádnou se nevyspí. Krátce na to přijede Stiflerova máma, se kterou Finch souloží v jejím autě.

## Postavy
- Jim Levenstein (Jason Biggs)
- Michelle Flahertyová (Alyson Hanniganová)
- Chris "Oz" Ostreicher (Chris Klein)
- Kevin Myers (Thomas Ian Nicholas)
- Paul Finch (Eddie Kaye Thomas)
- Steve Stifler (Seann William Scott)
- Nadia (Shannon Elizabeth)
- Jessica (Natasha Lyonne)
- Vicky Lathumová (Tara Reid)
- Heather (Mena Suvari)
- Chuck Sherman (Chris Owen)
- Noah Levenstein (Eugene Levy)
- Jimova máma (Molly Cheek)
- Danielle (Denise Faye)
- Amber (Lisa Arturo)
- John (John Cho)
- Matt Stifler (Eli Marienthal)
- Tom Myers (Casey Affleck)
- Jeanine Stifler (Jennifer Coolidge)
- Natalie (Joelle Carter)